# Wilhelm Rück
Wilhelm Rück (* 9. Mai 1849 in Schillingsfürst; † 27. November 1912 in Nürnberg) war ein deutscher Musikpädagoge, Musikinstrumentensammler und Klavierhändler.

## Leben
Wilhelm Rück war zunächst als Lehrer an verschiedenen Volksschulen in Nürnberg tätig. Um 1880 komponierte er einen Festmarsch zur Feier des 700-jährigen Regierungsjubiläums der Wittelsbacher. In jenen Jahren begann er wohl auch Musikinstrumente zu sammeln. 1892 gründete er gemeinsam mit seiner Frau Margarete eine Klaviervermietung in Nürnberg, die wenige Jahre später zum Verkaufsgeschäft Pianohaus Wilhelm Rück erweitert wurde. Bei seinem Tod hinterließ er den Söhnen Hans und Ulrich Rück sowie der Ehefrau Margarete die rund 450 Musikinstrumente zählende Sammlung und das Pianohaus. Aus der Sammlung war zuvor eine größere Anzahl von Zithern an die Sammlung Wilhelm Heyer in Köln abgegeben worden. Hans und Ulrich Rück bauten die Sammlung zu einer der bedeutendsten privaten Musikinstrumentenkollektionen weltweit aus. 1962 kam sie in das Germanische Nationalmuseum Nürnberg.

## Werke
- Hoch Wittelsbach!: Festmarsch für Pianoforte zu 2 Händen und vierstimmigen Männerchor zur Feier des siebenhundertjährigen Regierungsjubiläums des Allerdurchlauchtigsten Wittelsbacher hauses; Op. 3 / comp. von Wilhelm Rück; Zierfuss, Nürnberg um 1880.
- Ein Alpenblumen-Sträußchen: neue Ländlerweisen für Pianoforte zu 2 Händen / comp. von Wilhelm Rück; Nürnberg, Selbstverlag 1889.